# ماريو فيديلا
ماريو فيديلا (بالإسبانية: Mario Hernán Videla)‏ هو لاعب كرة قدم أرجنتيني في مركز الوسط، ولد في 28 يناير 1962 في مندوزا في الأرجنتين. لعب مع أرجنتينوس جونيورز وخيمناسيا إسغريما دي ميندوزا ونادي راسينغ ونادي سان لورينزو ونادي ميلغار أريكيبا ونادي ميلوناريوس ونيولز أولد بويز.

## وصلات خارجية
- ماريو فيديلا على موقع الاتحاد الأوربي (الإنجليزية)
- ماريو فيديلا على موقع قاعدة بيانات كرة القدم.إي يو (الإنجليزية)